# Манітобський університет
Маніто́бський університе́т (англ. The University of Manitoba, акронім: UofM) — найбільший у Манітобі провінційний громадський науково-дослідницький університет, розташований у місті Вінніпег, Канада. Заснований у 1877 — це перший у Західній Канаді університет. Зараховується у список SJTU як один із 500 найкращих університетів світу, також він входить до числа 15 найбільших дослідницьких університетів Канади.

## Заснування та історія

### Рання історія
Манітобський університет, перший у Західній Канаді, засновано Александром Моррісом та закладено 28 лютого 1877 з метою присудження наукових ступенів градуантам складових його коледжів: Коледж св. Боніфатія (римо-католицький), Коледж св. Івана (англіканський) і Манітобський коледж (пресвітерянський). Оскільки ці окремі прицерковні установи стояли у час свого заснування на непевному фінансовому підґрунті, вирішено сконсолідувати їх в єдину установу — в Манітобський університет,— який уже в 1880 році вперше уділив своїм градуантам академічні ступені.
З часів заснування університет поступово зростав і поширювався, приймаючи у свій склад шляхом афіліації інші приватні й прицерковні коледжі. У 1882 Манітобський медичний коледж, якому дали початок місцеві лікарі й хірурги, приєднався до Манітобського університету.

### Складові коледжі
Протягом того й наступного століття до Манітобського університету приєднувалися й інші складові коледжі:
- Веслей коледж (методистський) у 1888
- Манітобський коледж фармації у 1902
- Манітобський коледж агрономії у 1906
- Коледж св. Павла (римо-католицький) у 1931
- Брендонський коледж у 1931
- Коледж св. Андрія (греко-православний) у 1981

З поворотом XX століття в Манітобі вища освіта почала поширюватися поза традиційні галузі теології, права та медицини, курси з яких викладалися у складових коледжах новоствореної найвищої провінційної освітньої установи. Приблизно тоді ж уведено й американську модель освіти, якою передбачалася спеціалізована курсова підготовка до аспірантури та її завершення магістерською тезою на підставі дослідницької роботи.
У 1901 році Законодавчою палатою Манітоби внесено поправки в Закон про університет, який дозволив Манітобському університету займатися уже самостійно викладацькою діяльністю, — і в 1905 у центрі Вінніпега відкрито власний будинок Манітобського університету: саме тоді у викладацький колектив університету вперше ввійшло шість незалежних штабних професорів. Перша будівля новоствореного незалежного університету находилася на єдиному та центральному тоді бульварі Бродвей (англ. Broadway). Згодом, у 1929, перенесено університет напівдень та за периферії міста Вінніпег — на власний кампус у тодішньому передмісті Форт-Ґері (англ. Fort Gary).

### Перші факультети та академічні звання
У 1920 Манітобський університет був єдиною та найбільшою установою вищої освіти у Степових провінціях — і п'ятий у Канаді.
У його склад входило вісім факультетів: гуманітарних наук, природничих наук, права, медицини, інженерії, архітектури, фармації, та сільського господарства. Уже тоді відповідно уділяв такі бакалаврати: гуманістики (BA), прирородознавства (BSc), цивільної інженерії (BCE), електричної інженерії (BEE), механічної інженерії (BME), архітектури (BArch), фармацевтики (PhmB), агрикультури (BSA), і права (LLB). На аспірантському рівні присуджував магістерії з цивільної інженерії (MCE) і електричної інженерії (MEE) ; на докторському — з медицини (MD) і права (LLD). Серед студентів було 1654 чоловічої і 359 жіночої статей, а серед професорів та викладачів — 184 і 6, відповідно.

## Університет сьогодні

### Фізичний розклад та студентство університету
Серед усіх будинків на Кампусі «Форт-Ґері» із них 33 призначені для викладання курсів за програмами поодиноких кафедр та факультетів. Чотири із будинків — коледжі: Коледж св. Івана, Коледж св. Павла, Коледж св. Андрія та Юніверситі-коледж. Решта будинків обладнані кабінетами та лабораторіями, канцелярії та офіси для університетських послуг, студентські гуртожитки та будівлі державних та приватних дослідницьких агентств.
У пересічному в університет щороку вписуються студентів із 27 000, в тому числі 24 000 — бакалавранти, а 3 000 — аспіранти. Університетська програма навчання завершується одним із 82 різних дипломів, у цьому числі 51 — на бакалаврському рівні. Більшість відділів пропонують навчальні програми, які завершуються магістерським або докторським званням.

### Роль первісних прицерковних коледжів

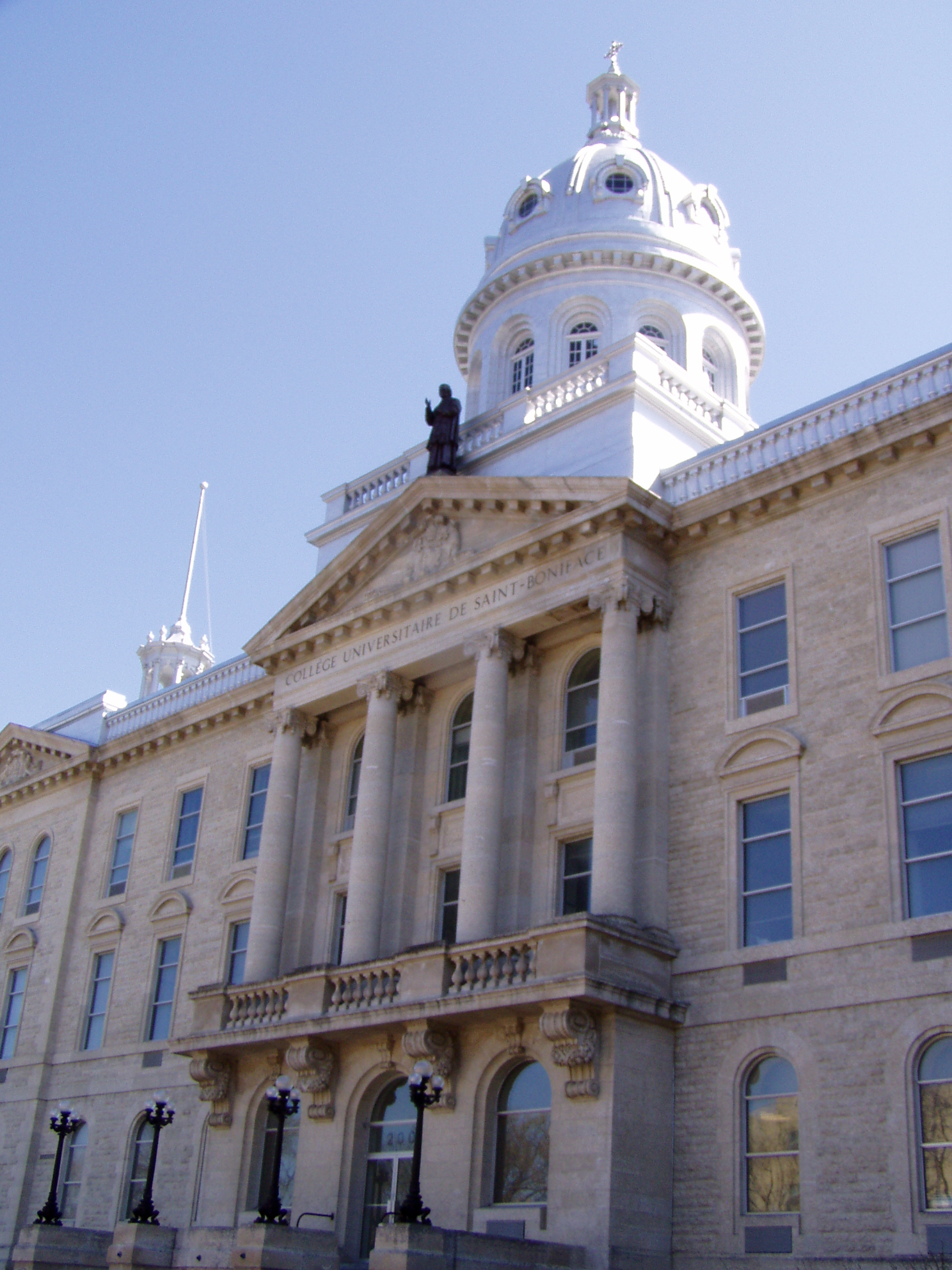
Collège universitaire de Saint-Boniface

Два із первісних складових коледжів Манітобського університету діють надалі у його рамках і в нинішній час. Римо-католицький Коледж св. Боніфатія (фр. College universitaire de Saint-Boniface), корені котрого сягають по 1818 рік та до найраніших днів Ред-ріверського поселення, понині остається єдиною франкомовною вищою школою в Манітобі. Мова викладання — виключно французька: коледж єдиний виховує та підготовляє для провінції вчителів, які, зацікавлені у поширенні франко-манітобської культури на місцевому ґрунті, наміряють викладати у франкомовній системі шкіл Манітоби. Коледж находиться у вінніпезькому передмісті Сен-Боніфас на лівобережжі ріки Ред-Рівер: раніш Сен-Боніфас був окремим франкомовним містом, якого місто Вінніпег, розбудовувавшись, поглинуло та приєднало у свій склад, — і не позбавило його мовної й культурної автономності, якою франкофони дорожать по нинішній день.

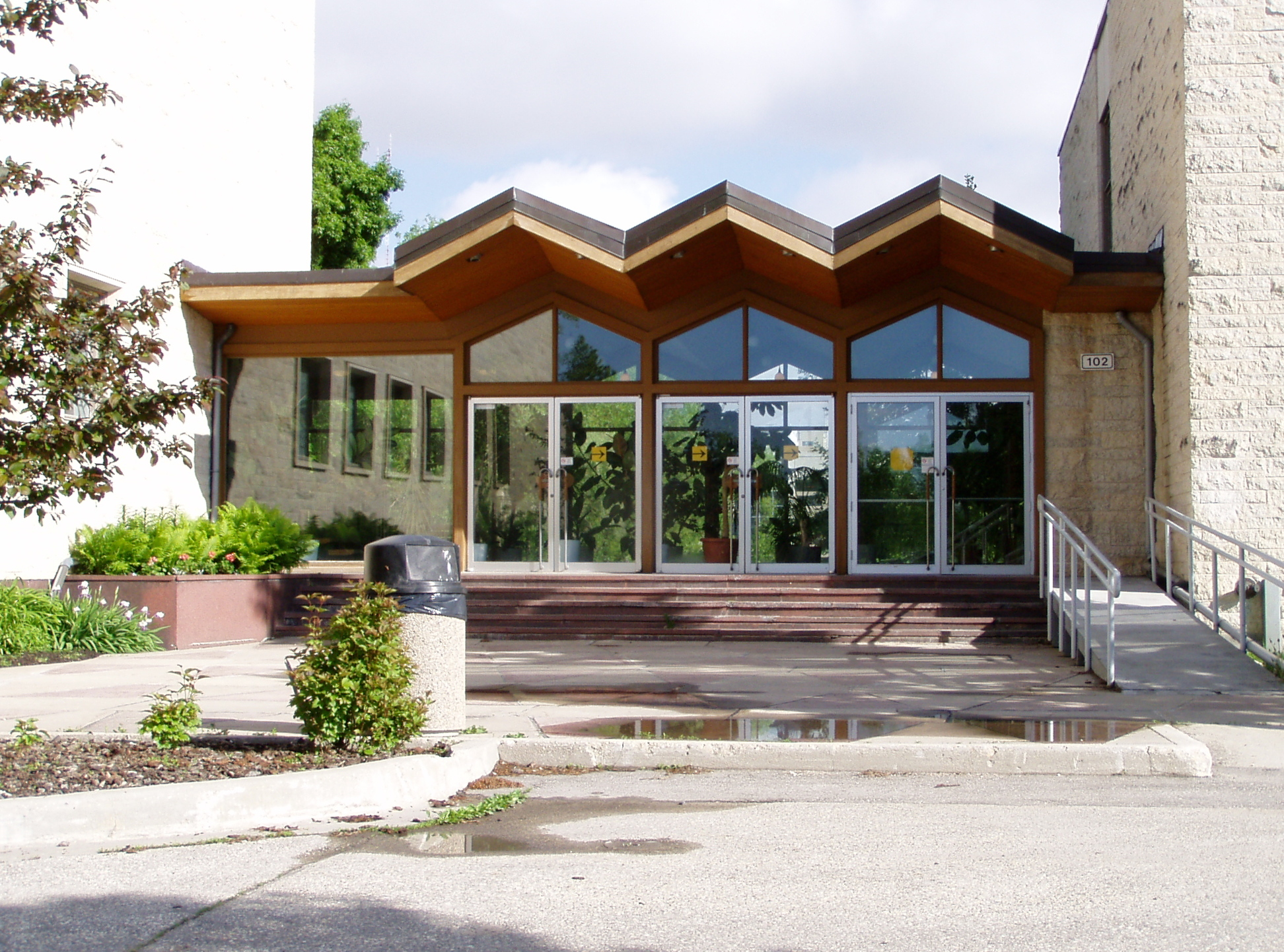
St. John's College при Манітобському університеті

Коледж св. Івана (англ. St. John's College), котрого корені подібно ж сягають по 1820 рік, пропонує студентам курси й програми Манітобського університету, які завершуються бакалавратами з гуманістичних і природознавчих наук. Удодатку коледж готує священнослужителів для Англіканської церкви Канади. Він визначається і тим, що остається найстаршою англомовною вищою школою в Західній Канаді, — і тим, що по нинішній день вдержує тісні зв'язки з англіканськими церквою і її церковними громадами. Раніш коледж находився у північному Вінніпезі недалеко англіканської Кафедрального храму св. Івана; зараз, як інші, він розташований на кампусі.

### Інші прицерковні коледжі в академмістечку

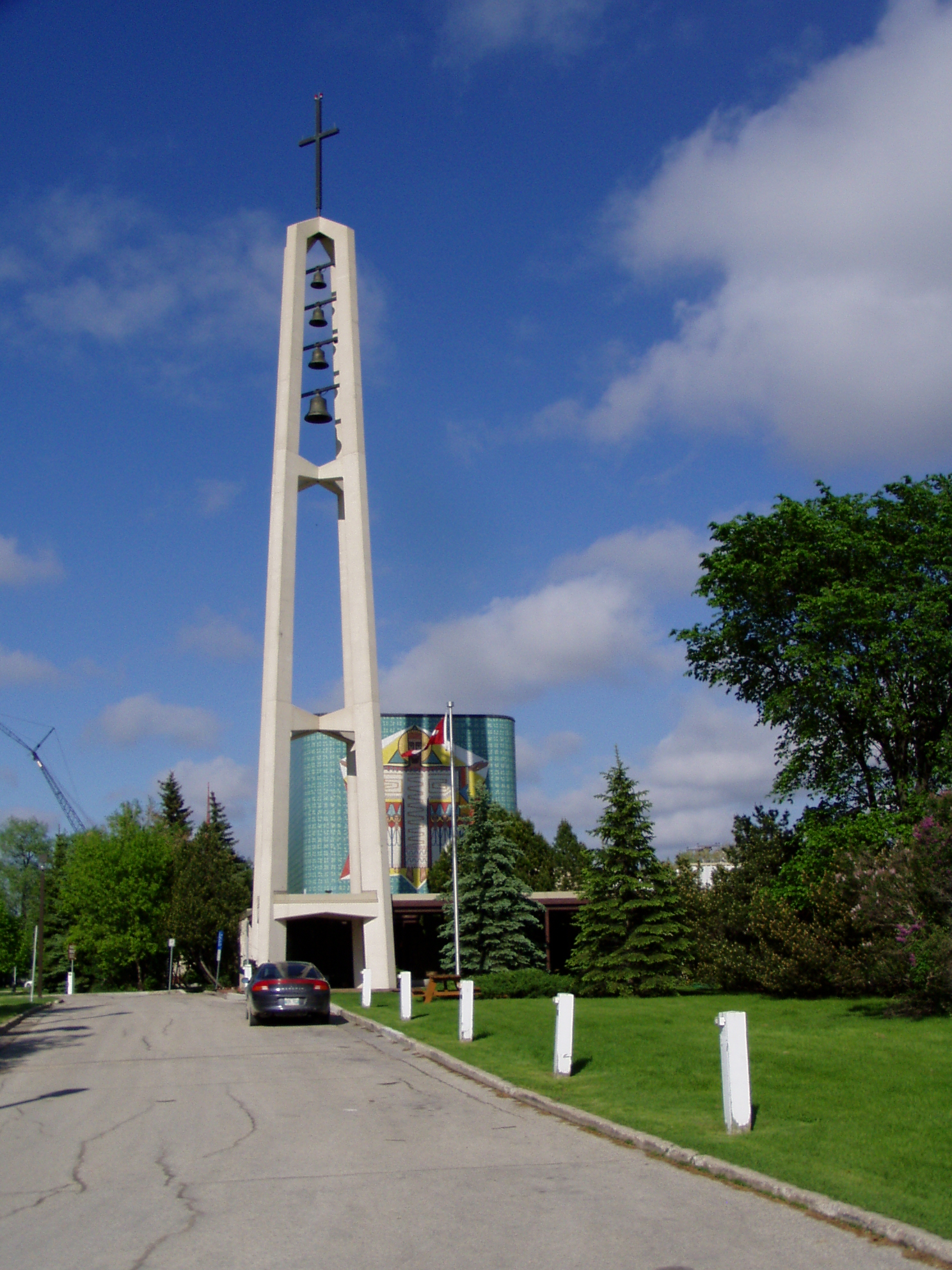
St. Paul's College: двіниця й будівлі

Коледж св. Павла (англ. St. Paul's College) увійшов у склад Манітобського університету ще
в 1931 році як англомовний римо-католицький вищий освітній заклад. Спочатку в центрі м. Вінніпег, цей єзуітський коледж перенесено у 1958 в університетське містечко; у 1962 поширено й збільшено його природознавчим корпусом, а в 1972 — бібліотекою й театром для викладів. По нинішній день є основною й найавторитетнішою католицькою вищою школою в Манітобі, служить громадськості й церкві у традиціях св. Ігнатія Лойоли: сприяє особистому, світському й та релігійному розвитку студентства, вносячи свій окремий наголос у програми та курси з точок зору обох християнської та католицької спадщини, та заохочує відмінність у дослідницькому, викладацькому та громадському планах.

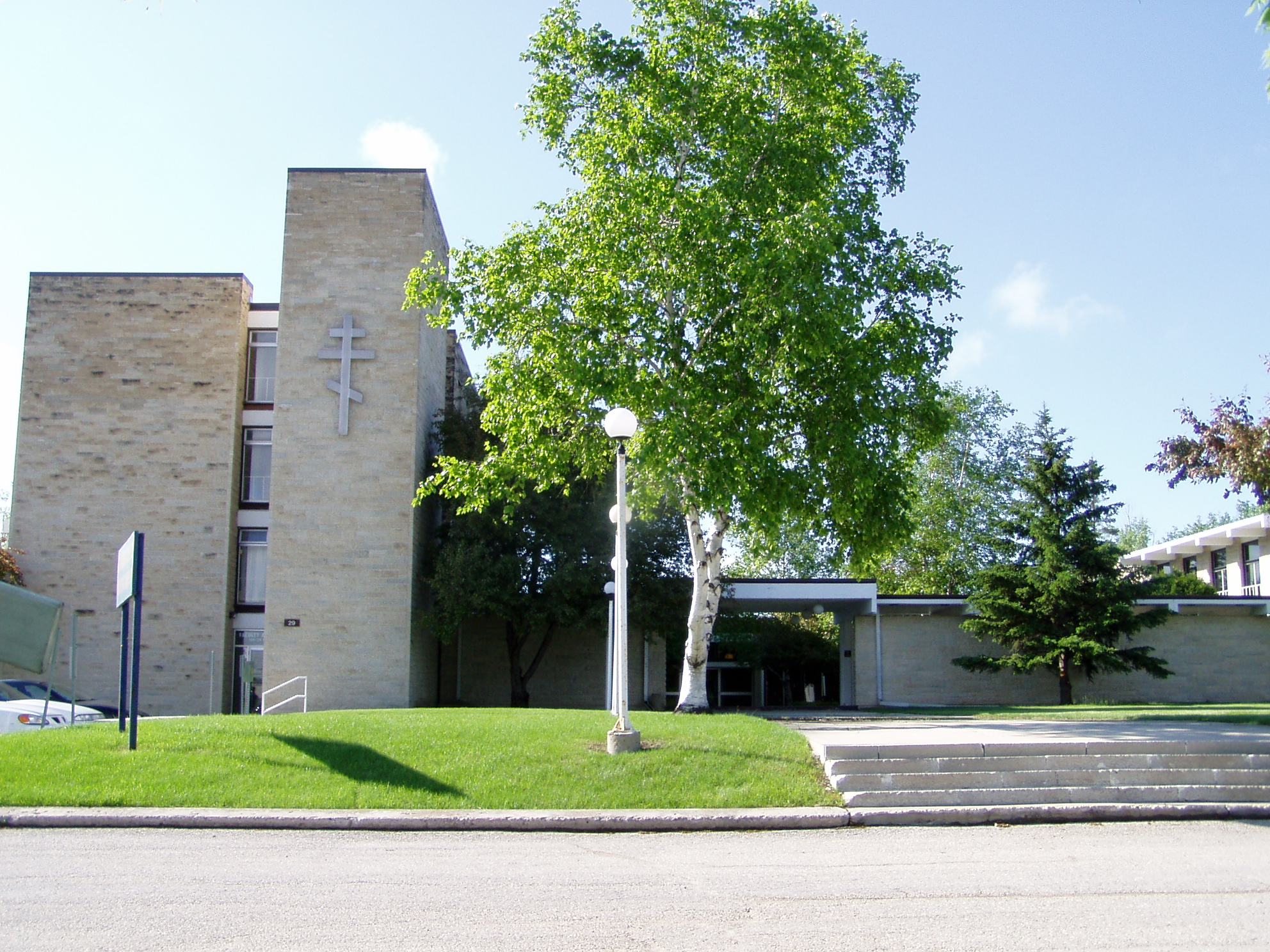
Коледж св. Андрія УПЦК, знаний українцями як Колегія св. Андрея

Останній прицерковний коледж, який відносно недавно увійшов у склад Манітобського університету, — Коледж св. Андрія (англ. St. Andrew's College). Ця освітня установа, заснована у 1946 році, офіційно відкрита 26 листопада, як православна семінарія для вишколення клиру, є власністю Української православної церкви Канади. Зі своїм перенесенням з району Північного Вінніпега в університетське містечко, у 1962 одержала статус асоційованого, а в 1981 — афілійованого коледжу. У 1981 при коледжі засновано Центр українських канадських студій, в якому для зацікавленого україноканадського студентства викладаються курси української мови та українознавства.

## Кампуси Манітобського університету

### Кампус «Форт-Ґері»
Головне студентське містечко, розташоване на площі 2,74 кв км (233 га) у найпівденнішій частині Вінніпега уздовж ріки Ред-Рівер, носить назву Кампус «Форт-Ґері» (англ. Fort Gary Campus) та складається з яких 60 корпусів, у котрих проводяться основні викладацька та дослідницька програми університету.
- План Кампуса «Форт-Ґері»

### Кампус «Баннатайн»
У самому центрі міста Вінніпег та недалеко центральної вінніпезької лікарні, яка носить назву «Вінніпезький центр оздоровчих наук» (англ. Winnipeg Health Sciences Centre), розташований Кампус «Баннатайн» (англ. Bannatyne Campus): комплекс із десяти корпусів, у яких зосереджено медичний, стоматологічний і фармакологічний факультети та Вищі школи фізичної реабілітації та дентальної гігієни.
- План Кампуса «Баннатайн»

### Центр ім. Вільяма Норрі
Найновіший будинок поза обома кампусами — це Центр ім. Вільяма Норрі (англ. William Norrie Centre) з гуртожитком у Північному Вінніпезі, де находиться Вища школа соціальної праці. Тут тренуються кандидати на соціальних працівників, які проживають у тому ж економічно зруйнованому та занедбаному раноні, де на них, і зараз, і в майбутньому найбільша існує потреба.
- План Центру ім. Вільяма Норрі [Архівовано 7 грудня 2008 у Wayback Machine.]

## Відомі випускники
- Яцула Володимир — учитель, політичний і громадський діяч Канади.
- Романюк Тарас — протоірей УПЦ КП, дисидент, письменник-публіцист, син патріарха Володимира.
- Барвінський Ярослав Осипович — вчений-кардіолог, хірург.